# 乳山河
乳山河，民国时期称垛河，1949年后改称乳山河，为山东省乳山市境内第一大河。

## 概况
发源于马石山南麓的垛鱼顶，流经马石店、崖子、午极、诸往、育黎、乳山寨、夏村、乳山口8镇，全长65公里，平均坡度0.47％，流域面积954.3平方公里，由乳山口湾入黄海。乳山河流域上游属山区,流经马石店和崖子两镇，呈东西流向，河道窄,支流少,水量小；中部流经丘陵地区,呈西北东南流向，河床展宽100米以上,接纳支流骤增,水量变大,流至育黎镇注入龙角山水库；下游流经矮丘和平原区,呈北南流向，河床继续展宽200米以上, 至河口宽650米。

## 水文
据多年水文资料统计,乳山河最大水深2.65米,历年汛期最大流量2583立方米/秒， 最大含沙量8.7公斤/立方米。历年枯水期最小流量0.018立方米/秒， 含沙量1.36公斤/立方米。  200年一遇的最大洪峰3550立方米/秒(1930年)，20年一遇的最大洪峰2230立方米/秒(1964年)。

## 主要支流
乳山河较大的支流有以下6条:
大崮头河上游分东西两条支流，东支流发源于牟平区刘家夼乡，流经午极镇正甲夼和崖子镇万格庄、山东、大崮头；西支流发源于牟平区王格庄乡，流经崖子镇兴村，在大崮头与东支流汇合后向南流经下肖家，注入龙角山水库，全长11公里。下游河床宽32米，属季节性河流。
崖子河发源于垛山南麓，自北向南流经磨山钟家、石甲庄、泽科、河南钟家、姜家、河西、崖子，在岛子村北汇入乳山河,全长7.5公里，河床最宽处40米，源头建有小型水库1座。
流水头河发源于诸往镇口子，流经崖后、李格庄、流水头、姜格庄，于育黎镇西纪村处汇入乳山河，全长13公里，河床宽处30米，属季节性河流。
白石河上游分东西两支流，东支流(称午极河)发源于牟平区水道镇八甲村，呈东北西南流向，经于家疃、午极；西支流(称中庄河)发源于牟平区刘家夼镇，呈南北流向，经由家庄、泽上。两河在樗树崖村西南汇合，然后经白石、七甲于育黎村东汇入乳山河，全长16公里，河道最宽处100米以上，控制流域面积169平方公里。
诸往河发源于诸往镇铁山，呈西南东北流向，经垛疃、马陵、燕山泊、孙家夼、招民庄，在诸往村南与西诸往河汇合，于育黎村西南汇入乳山河，全长18公里，控制流域面积117平方公里。该支流内有小型水库3座，可控制流域面积21平方公里。
崔家河发源于大孤山镇大史家一带，呈东北西南流向，经林水、石头圈、黄村、仇家洼、黄埠崖、炉上，在崔家村南与夏村河汇合后经井子、西耿家汇入乳山河，全长20公里，控制流域面积147平方公里，该支流内有中型水库1座，可控制流域面积28平方公里。